# Maurits Gerard De Keyzer
Maurits Gerard De Keyzer (Emelgem, 3 april 1906 - Brugge, 19 januari 1994) was doctor in de godgeleerdheid en  Belgisch hulpbisschop. Hij werd in 1931 tot priester gewijd. 

## Levensloop
Tijdens zijn studies in Rome knoopte De Keyzer vriendschap aan met de Mechelse medestudent Emiel Jozef De Smedt. Toen deze in 1952 tamelijk onverwacht tot bisschop van Brugge werd benoemd en hij in een midden terechtkwam waar hij nauwelijks iemand kende, benoemde hij Maurits De Keyzer tot zijn rechterhand, enerzijds als vicaris-generaal, anderzijds als president van het Seminarie. De Keyzer had een gunstige reputatie bij de clerus en bekommerde zich om het geestelijk en materieel welzijn van de West-Vlaamse priesters. Hij was het die zich inliet met de benoemingen.

## Hulpbisschop
In 1962 werd hij hulpbisschop van Brugge en titelvoerend bisschop van Tinum, zonder dat er op het bisdom veel veranderde aan zijn opdrachten. Wel gaf hij de functie van president van het Seminarie op. 
De Keyzer ging in 1981 met emeritaat. Hij bleef in Brugge en ging wonen in de Korte Winkel.